# 示現 (佛教)
示現，又譯作神變，佛教術語，義爲顯示、顯現。诸经典中对其阐释极多，基本的含义即諸佛、菩薩、阿罗汉等圣者為教化眾生，而变化出種種身形，其色身非是真身，而是表法或权巧方便。例如佛陀之三十二相、八十種好，觀音菩薩之千手千眼形象等。又如《胜天王般若经》中提到，菩萨为度放逸诸天，示现如救头燃的精进相；为度离俗行者，示现出家相；为度后宫女人，示现婴儿童子相；为度端坐天人，示现苦行相。
也可以表达为化现，即“示现爲化身”之义，化身也称爲应身、应化身。例如观世音菩萨三十二应，有鱼篮观音、馬郎婦觀音、面燃大士等。
还可表达爲权化、权现，爲“权巧方便的化现”之义。因日本“本地垂迹说”认为日本本土的神祇是佛菩萨的化现，称爲“垂迹”，如天照大神、八幡大神，即為大日如來、觀世音菩薩或阿彌陀佛之垂迹，故將“權現”與“化現”等同。或作“权巧方便的教化”之义，如一佛乘分说声闻、缘觉、菩萨三乘教法，即称权化。

## 註释
1. ↑  .   [2018-11-16]. （原始内容存档于2018-11-21）.
2. ↑  《胜天王般若经》卷2
3. ↑  《佛学大辞典》【化现】：指化现形像。即佛、菩萨为救度众生，变化成种种形像，示现于此一世间。（参阅‘权化’）
4. ↑  .   [2018-11-16]. （原始内容存档于2018-11-16）.